# Ланерівка
Лане́рівка (давня назва — Лянерівка) — село в Україні, у Буській міській громаді, Золочівського району, Львівської області. До 2020 року Ланерівка разом з селом Побужани підпорядковувалися Побужанській сільській раді, нині орган місцевого самоврядування — Буська міська громада. Населення становить 39 осіб.

## Географія
Село Ланерівка розташоване на правому березі ріки Західний Буг, за 59 км від обласного центру, за 38 км від районного центру та 5 км від адміністративного центру міської громади. За 17 км знаходиться найближча залізнична станція Красне.
Вулиці
У Ланерівці лише одна вулиця — Польова.

## Населення
Станом на початок 1939 року населення ставило 660 осіб, з них: 280 українців, 10 поляків, 80 осадників, 280 латинників та 10 євреїв. За даними всеукраїнського перепису населення 2001 року в селі Ланерівка мешкало 39 осіб.
Мова
Розподіл населення за рідною мовою за даними перепису 2001 року був наступним:
| українська | 39 | 100,00 |

## Історія
Згідно шематизму 1932 року власної церкви у селі Ланерівка не було, а греко-католицька громада, що налічувала 350 вірних, належала до парафії церкви Воскресіння Господнього у Побужанах.

## Археологічні розвідки
В селі Ланерівка в урочищі Лиса гора виявлено поселення мідно-кам'яної доби (III тисячоліття до н. е.).